# Casa Muntadas
La Casa Muntadas és un edifici situat a l'Avinguda del Tibidabo, 48 de Barcelona, catalogat com a bé cultural d'interès local.

## Història

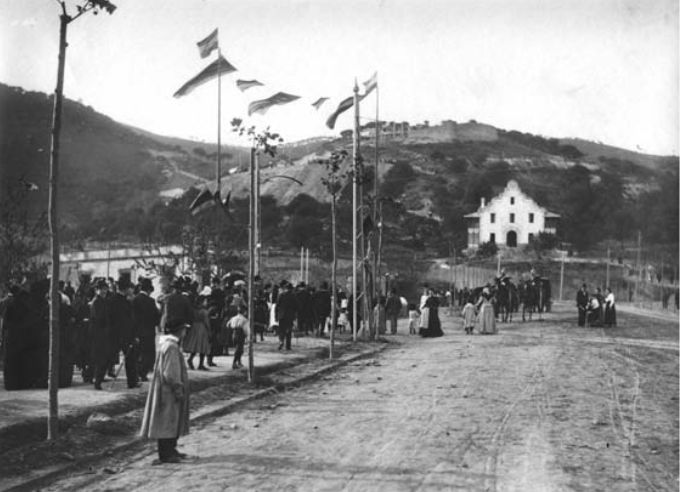
Inauguració de l'avinguda del Doctor Andreu amb la casa Muntadas al fons (1901)

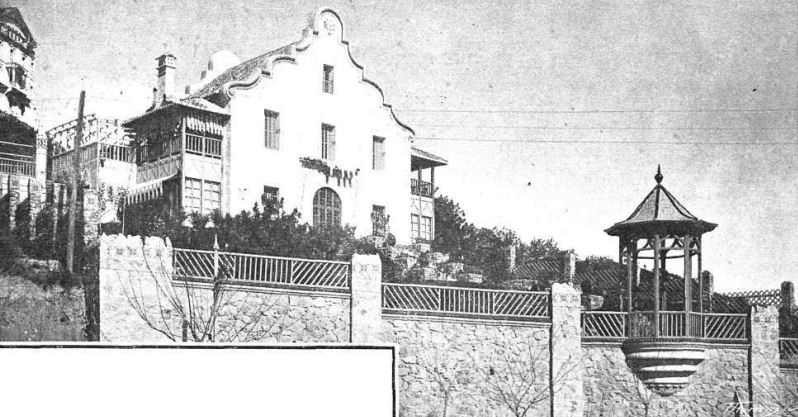
La casa Muntadas el 1909

El projecte fou encarregat l'any 1901 a l'arquitecte Josep Puig i Cadafalch per l'industrial Lluís Muntadas i Rovira, propietari de Lámparas Z, que destacà com a promotor, juntament amb el doctor Andreu, del Tramvia Blau.
Aquest edifici és un exemple clar d'una tipologia constructiva que l'arquitecte va desenvolupar a bastament: la casa unifamiliar aïllada, normalment de reduïdes dimensions i situada fora de la trama urbana de l'Eixample. En el conjunt d'aquest tipus de construcció, l'arquitecte va interpretar models formals que li ofereixen les arquitectures populars mediterrànies, la centreeuropea, la gòtica, etc. Alguns estudiosos de la seva obra situen aquesta torre dins de l'«estil blanc», amb referència al tractament que reben els paraments exteriors, normalment estucats i amb motius esgrafiats, que l'apropen a una concepció barroca de l'arquitectura popular catalana del segle xviii.
L'any 1950 es procedí a la primera reforma per a convertir-lo en habitatge plurifamiliar, amb un pis per planta, i que desfigurà els volums de la teulada i de la façana posterior. També desaparegué el cos d'escala original, i s'habilità una porta de garatge a la façana posterioral carrer de Lluís Muntadas.
El 1968, els arquitectes Jordi Garcés i Enric Sòria reformaren la segona planta; el 1971, la primera planta; i el 1993, una nova reforma de la planta baixa la retornà a un aspecte més proper a l'original, refent i restaurant les façanes.

## Descripció
Es tracta d'un edifici a quatre vents inserit en una parcel·la irregular amb una forta pendent. La casa, orientada a sud-est, ocupa el centre de la parcel·la i disposa d'unes escales que salven el desnivell existent fins a l'avinguda del Tibidabo. En canvi, la posterior es troba gairebé al mateix nivell que el carrer de Lluís Muntadas. L'edifici disposa de planta baixa, un pis i un nivell de golfes, amb teulada a dues vessants de fort pendent. De planta rectangular, disposava d'un cos d'escala situat al centre de l'edifici, desaparegut en reformes posteriors.
La casa Muntadas destaca per unes façanes (principal i posterior) estucades de color blanc amb uns esgrafiats de motius florals (garlandes), que emmarquen les finestres i les cantoneres. També hi ha la data («Any 1901») inscrita al coronament de la façana principal. A la façana posterior s'observa la mateixa estructuració pel que fa a la cornisa, amb motius florals esgrafiats (garlandes) només resseguint les ondulacions de la cornisa. Aquesta ondulació està inspirada en l'arquitectura barroca rural catalana, la qual cosa atorga aquest caràcter de masia rural al conjunt.
La porta principal, situada a l'avinguda del Tibidabo, té un gran arc de mig punt, amb brancals rectes i escairats. Les finestres no disposen de motllures decoratives ni en els brancals, llinda o ampit.
L'accés a la finca es realitza a partir d'una porta situada en un mur de contecció fet amb pardat antic que dona a l'avinguda del Tibidabo. La porta disposa d'uns relleus de pedra amb motius florals. També, i en l'arc de mig punt de la llinda, s'insereix el nom de la casa («TORRE MUNTADAS») amb lletres de ferro de forja. La porta és de ferro de forja, amb motius curvilinis i reganyols. Destaquen altres elements localitzats al mur de contenció com el petit mirador semicircular i el desguàs en forma de gàrgola que representa una llagosta.